# Kazphosphate
Kazphosphate (kasachisch Қазфосфат, russisch Казфосфат) ist ein 1999 gegründetes kasachisches Bergbau- und Chemieunternehmen mit Sitz in Almaty, das vor allem in der Förderung von Phosphorit und der Herstellung von Phosphor und anderen Phosphorprodukten tätig ist.

## Standorte
Die Produktionsstandorte von Kazphosphate befinden sich größtenteils im Gebiet Schambyl im Süden Kasachstans. Die Koordination der Produktion erfolgt vom Büro in Taras aus. Am Standort nördlich der Stadt erfolgt die Produktion von weißem Phosphor und weiteren Phosphorprodukten. Ebenfalls in Taras befindet sich eine Fabrik zur Herstellung von Mineraldünger und anderen Produkten für die Landwirtschaft. Daneben gibt es noch ein chemisches Werk in Stepnogor. In Schymkent gibt es ein Werk zur Herstellung von industriellen Produkten und Konsumgütern als Produkte der Mineralaufbereitung, vor allem Reinigungsmittel.
In der Nähe von Qaratau befindet sich das Werk zur Verarbeitung von Phosphorit, das in der Nähe der Stadt und bei Schangatas im Qaratauer Phosphorbecken gefördert wird. Der Komplex Scholaqtau befindet sich ebenfalls in der Umgebung von Qaratau. Hier wird in drei Bergwerken Phosphorit gefördert, der zur Herstellung des weißen Phosphor verwendet wird.